# Islas Ayvalık
Las islas Ayvalık son un archipiélago del noreste del mar Egeo, cercanas a la ciudad turca costera de Ayvalık (provincia de Balıkesir), en el anatolio golfo de Edremit. Son un grupo de 22 pequeñas islas y numerosos islotes localizado  a 100 km al oeste de la ciudad de Balikesir y a 50 km al noroeste de Bergama. La isla Cunda es la más grande del archipiélago y está a 16 km al este de la isla griega de Lesbos. Además de esta isla solo están pobladas las islas Lale. Éstas, y Cunda, están comunicadas con Ayvalık mediante una carretera elevada que permite el transporte en coche. Cunda también tiene una línea de transbordadores desde Alibey, la ciudad principal, hasta Ayvalık durante el verano. 
Puede observarse vida silvestre en las otras islas, especialmente conejos en la isla Ilyosta. Además las islas son puntos de interés turístico principales por tener pequeñas playas y bahías.

## Antigüedad
En las fuentes griegas son denominadas con el nombre de Hecatonesos o Hecatonnesos. Esteban de Bizancio que cita a Estrabón, interpreta lo mismo que el géografo: «las Hecatonnesos ('Εκατόνήσος ) son las mismas que las Apolononnesos (Ἀπόλλωνήσος)».